# Bombardierung von Clydebank 1941
Die Bombardierung von Clydebank 1941 durch die deutsche Luftwaffe bestand aus zwei verheerenden Angriffen auf die Werften und Rüstungsfabriken der Stadt Clydebank in Schottland.

## Die Luftangriffe
Die nächtlichen Luftangriffe vom 13. und 14. März 1941 zerstörten die Stadt weitestgehend. Es handelte sich um die schlimmsten Verwüstungen und die heftigsten Verluste an Menschenleben, die Schottland im Zweiten Weltkrieg erlebte. 1.200 Menschen starben, 1.000 wurden schwer verletzt und Hunderte weitere erlitten vor allem durch herum fliegende Trümmerteile leichtere Verwundungen. Während der zwei Nächte warfen insgesamt 439 Bomber der Luftwaffe mehr als 1.650 Brandbomben und 272 Tonnen Sprengbomben. Von den ungefähr 12.000 Häusern der Stadt blieben nur acht unbeschädigt; 4.000 wurden völlig zerstört und 4.500 schwer beschädigt. Mehr als 35.000 Menschen wurden obdachlos.
Die Produktionskapazitäten der Werften und Rüstungsfabriken machte Clydebank zum Ziel der Luftwaffe. Es handelte sich um die John Brown & Company Werft, ROF Dalmuir (Royal Ordnance Factory, d. h. staatliches Werk zur Herstellung von Flugabwehrkanonen) und das schottische Werk der US-amerikanischen Singer Corporation (stellte im Krieg von Nähmaschinen auf Waffenproduktion um).
Jagdflugzeuge der Royal Air Force konnten zwei deutsche Bomber während der Angriffe abschießen, während der Einsatz von Flugabwehrkanonen ohne Erfolg blieb.
Les Tailor (s. u. Quellen) bezeichnet die Bombardierung als „das katastrophalste Ereignis“ in Schottland während des Krieges. Er vertritt die Auffassung, dass, obwohl der Angriff vom 13. März nicht als gezielter Terrorakt gegen die Bevölkerung geplant war, die Lage der industriellen Ziele mitten in dicht besiedelten Wohngebieten zwangsläufig zu fürchterlichen Verlusten unter Zivilisten führen musste. Die Bombardierung in der folgenden Nacht müsse jedoch als Terrorangriff gewertet werden, da es „die Absicht war, die Moral der Menschen zu untergraben und sie gegen die Weiterführung des Krieges aufzuwiegeln. Der Effekt war allerdings ganz im Gegenteil eine Stärkung des Siegeswillens in Schottland“.

## Folgen
Unmittelbar westlich der Stadt befand sich das 53 Hektar große Hauptöllager der Admiralität für das Gebiet Clydeside. Zielkarten der Luftwaffe kategorisierten dieses Gebiet als Primärziel. Nach dem Luftangriff wurden 96 Bombenkrater gezählt. 11 Öltanks wurden zerstört und 7 weitere schwer beschädigt. Die daraus resultierende Feuersbrunst brannte über vier Wochen lang. Clydebank, unmittelbar östlich gelegen, litt schwer unter den Bränden und der Rauchentwicklung.
Viele Industrieziele wurden schwer beschädigt. Singers Holzlagerplatz wurde zerstört und Singers Hauptgebäude schwer beschädigt. Rothesay Dock und John Browns Shipyards erlitten schwere Brandschäden. Die Firma William Beardmore & Co verlor Schmelzöfen und damit verbundene Einrichtungen.

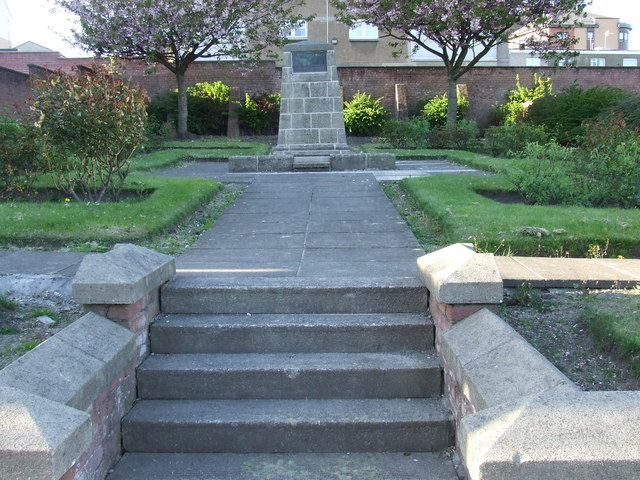
Gedenkstätte für die Opfer der Luftangriffe

## Gedenkstätten
Die Hauptgedenkstätte für die Opfer der Bombardierung liegt auf dem Dalnottar Friedhof oberhalb von Clydebank. Es besteht aus einem massiven Granitdenkmal mit Bronzegussplatten, die vom Künstler Tom McKendrick entworfen wurden. Die Bronzeplatten nennen die 528 Todesopfer. Die unbekannten Bomberopfer der Stadt sind hier begraben.

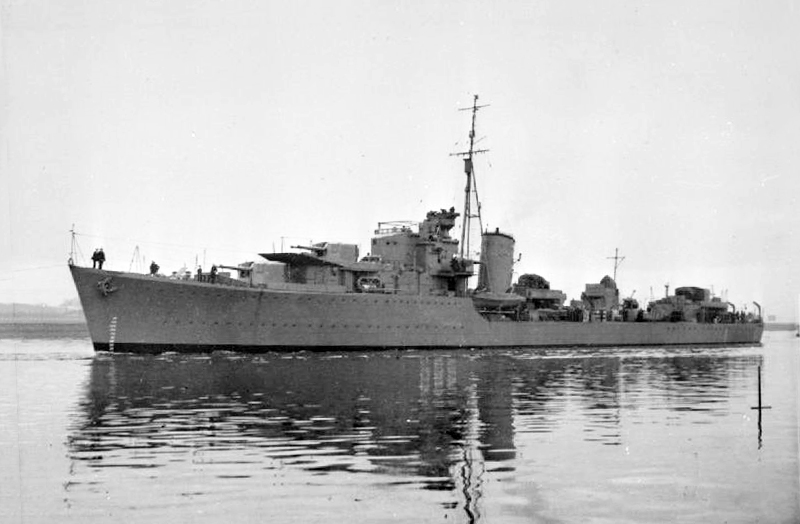
HMS Noble, die frühere Piorun

Eine weitere Gedenkstätte ist der Besatzung des polnischen Zerstörers Piorun gewidmet. Das Schiff lag zum Zeitpunkt der Angriffe in der John Brown & Company Werft und beteiligte sich mit der Bordflak an der Abwehr der Bomber. Diese Gedenkstätte befindet sich unmittelbar gegenüber dem Rathaus der Stadt.
Zu einer jährlichen Kranzniederlegung an den Gedenkstätten lädt die Stadtverwaltung auch konsularische Vertreter von Polen und Deutschland ein.